# The Very Best of Asia: Heat of the Moment 1982-1990
The Very Best of Asia: Heat of the Moment 1982-1990 es un álbum recopilatorio de la banda británica de rock progresivo Asia y fue publicado en 2000.   Este compilado contiene los grandes éxitos de la banda como «Heat of the Moment», «Only Time Will Tell», «Don't Cry» y «The Smile Has Left Your Eyes»,  además de otros temas que se encuentran en los tres primeros álbumes de estudio de la banda Asia, Alpha, Astra, del EP Aurora y de su primer álbum compilatorio Then & Now.
Los temas «Sole Survivor» y «Here Comes the Feeling», a diferencia de las demás canciones, fueron incluidas en su versión de sencillo, las cuales son de menor duración a comparación de la edición del álbum Asia.

## Lista de canciones
| Side one |                                                |                                            |          |  |
| N.º      | Título                                         | Escritor(es)                               | Duración |  |
| 1.       | «Heat of the Moment»                           | John Wetton / Geoff Downes                 | 3:52     |  |
| 2.       | «Only Time Will Tell»                          | Wetton / Downes                            | 4:46     |  |
| 3.       | «Sole Survivor» (versión de sencillo)          | Wetton / Downes                            | 3:41     |  |
| 4.       | «Time Again»                                   | Wetton / Downes / Carl Palmer / Steve Howe | 4:46     |  |
| 5.       | «Wildest Dreams»                               | Wetton / Downes                            | 5:11     |  |
| 6.       | «Here Comes the Feeling» (versión de sencillo) | Wetton / Howe                              | 3:33     |  |
| 7.       | «Don't Cry»                                    | Wetton / Downes                            | 3:32     |  |
| 8.       | «Daylight»                                     | Wetton / Downes                            | 3:33     |  |
| 9.       | «The Smile Has Left Your Eyes»                 | Wetton / Downes                            | 3:16     |  |
| 10.      | «Lying to Yourself»                            | Wetton / Howe                              | 4:14     |  |
| 11.      | «The Heat Goes On»                             | Wetton / Downes                            | 4:57     |  |
| 12.      | «Never in a Million Years»                     | Wetton / Downes                            | 3:48     |  |
| 13.      | «Open Your Eyes»                               | Wetton / Downes                            | 6:26     |  |
| 14.      | «Go»                                           | Wetton / Downes                            | 4:08     |  |
| 15.      | «Voice of America»                             | Wetton / Downes                            | 4:27     |  |
| 16.      | «Too Late»                                     | Wetton / Downes / Palmer                   | 4:12     |  |
| 17.      | «Days Like These»                              | Steve Jones                                | 4:07     |  |
| 18.      | «Ride Easy»                                    | Wetton / Howe                              | 4:35     |  |

## Formación
- John Wetton — voz principal y bajo
- Geoff Downes — teclados y coros
- Carl Palmer — batería y percusiones
- Steve Howe — guitarra (en las canciones 1 a la 13 y 18)
- Mandy Meyer — guitarra (en las canciones 14, 15 y 16)
- Steve Lukather — guitarra (en la canción 17)

## Producción
- Mike Stone — ingeniero de sonido y productor
- Frank Wolf — ingeniero de sonido y productor
- Alan Douglas — ingeniero de sonido
- Paul Northfield — ingeniero de sonido
- Mike Ragnona — productor de compilación
- Erick Labson — masterización
- Vartan — director artístico
- Beth Stempel — coordinadora del proyecto
- Dax Kimbrough — investigador de archivo y asistente del proyecto
- Drew FitzGerald — diseño
- Barry Korkin — asistente editorial